# Chariton Eugeniotès
Chariton Eugeniotès (en grec : Χαρίτων Ευγενειώτης) fut patriarche de Constantinople de 1178 à 1179.

## Biographie
Le patriarcat de Chariton, issu de la famille des Eugeniotès et supérieur du monastère de Mangana, s'étend sur onze mois compris dans la période mars/août 1178 à février/30 juillet 1179.